# ۲۰۳۲ (میلادی)

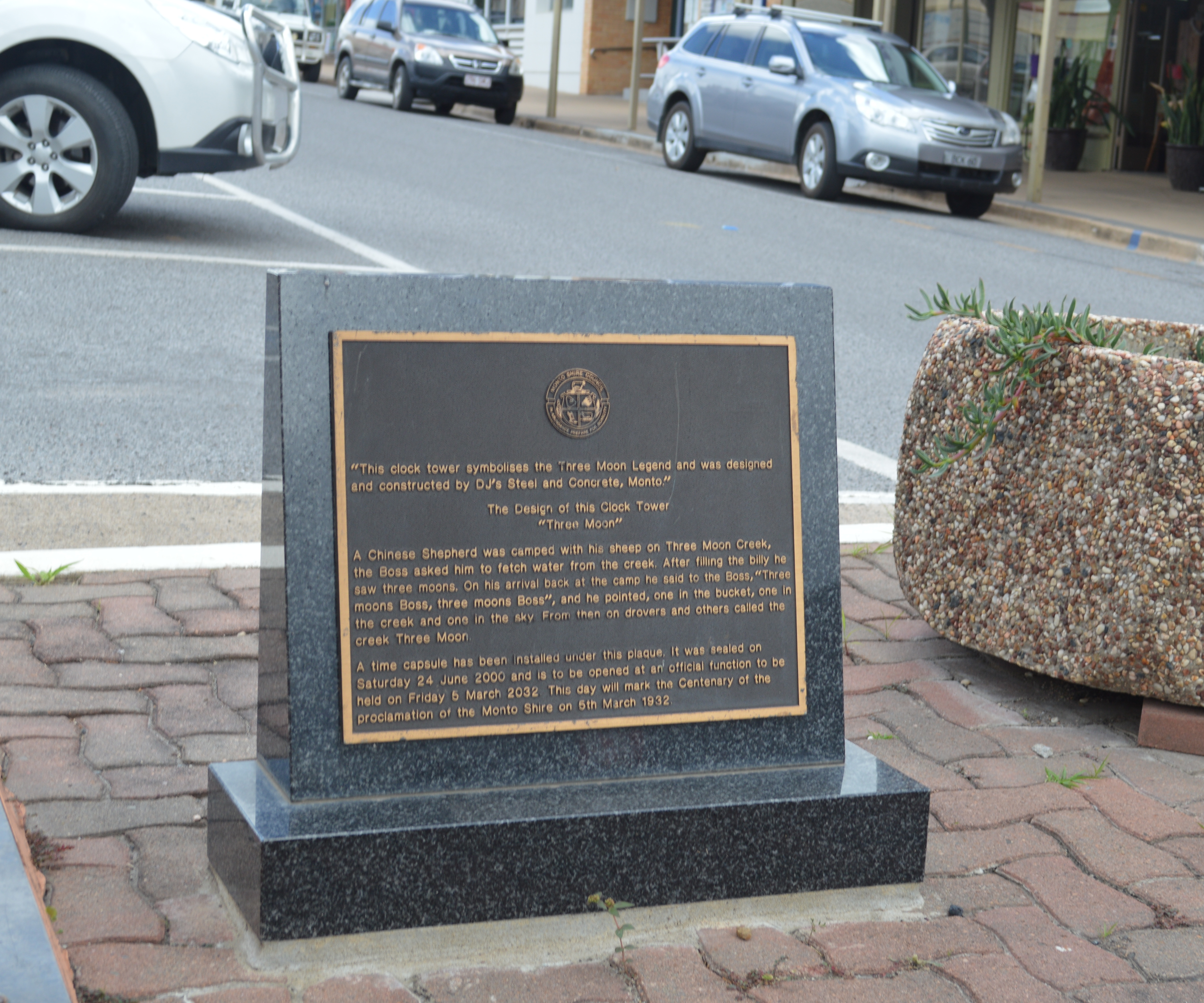
۲۰۳۲ میلادی

۲۰۳۲ (میلادی) ۲۰۳۲مین سال تقویم میلادی است.

## زادگان
== درگذشتگان == جیکی پانسر
‎